# Viktor Kaisiëpo
Viktor Kaisiëpo défendait les droits des peuples de Nouvelle-Guinée occidentale et d’autres parties du monde. Son père était le cousin germain de Frans Kaisiepo, qui représentait le territoire lors d'une conférence organisée par les Néerlandais en juillet 1946 et considérait que « la Nouvelle-Guinée-Occidentale ne devait pas être séparée du “Grand Est” (Timur Besar) » de l'Indonésie. Le "ë" est la graphie néerlandaise, que Viktor avait conservée.
Il milita jusqu'à sa mort aux Pays-Bas le 31 janvier 2010, à l’âge de 61 ans.
Né en Nouvelle-Guinée occidentale à l'époque où ce territoire était encore sous administration néerlandaise, il a accompagné sa famille aux Pays-Bas après le rattachement, en 1963, de la partie occidentale de l’île à l’Indonésie.
Viktor était le représentant européen du Conseil du présidium papou (PDP) ainsi que le représentant international du Dewan Adat Papua (DAP), le Conseil coutumier papou.